# Hilchenbach (Wildebach)
Der Hilchenbach ist ein etwa 500 Meter langer rechter und nördlicher Zufluss des Wildebachs im Ortsteil Wilden der Gemeinde Wilnsdorf im nordrhein-westfälischen Kreis Siegen-Wittgenstein.

## Geographie

### Verlauf
Der Hilchenbach entspringt in einem Waldgebiet unterhalb des Elkersbergs (443,5 m ü. NHN) und oberhalb der evangelischen Wildener Kirche, fließt dann stets in südliche Richtung, umfließt die Kirche westlich, verläuft unterhalb der Kirche verrohrt unter einem Parkplatz und der Freier Grunder Straße. Die letzten hundert Meter läuft der Bach durch einen Graben in einer Wiese, bis er in den Wildebach oberhalb der Wildener Sporthalle mündet.

### Zuflüsse
Der Hilchenbach verfügt über keine nennenswerten Zuflüsse.

### Ortschaften
Die einzige Ortschaft am Hilchenbach ist Wilden.